# Labels
Pour les articles homonymes, voir Label.
Labels était un label indépendant de musique basé à Paris. Cette subdivision de Virgin France est créée en 1995 par Alain Artaud. Le label n'a pas survécu à la crise du disque et cesse ses activités en juin 2008.